# 小行星1622
小行星1622（1622 Chacornac）是一颗绕太阳运转的小行星，为主小行星带小行星。该小行星于1952年3月15日发现。
該小行星以法國天文學家讓·沙科納克命名。

## 轨道参数
小行星1622的轨道半长轴为2.2345344 UA，离心率为0.163。